# Claude Spaak
Claude Spaak (* 22. Oktober 1904 in Saint-Gilles, damals Provinz Brabant, Belgien; † 18. Februar 1990 in Fontenay-lès-Briis, Frankreich) war ein belgischer Dramatiker.

## Biografie
Spaak war der Enkel des liberalen Politikers Paul Janson, der Sohn des Rechtsanwalts und Schriftstellers Paul Spaak und ein Bruder von Paul-Henri Spaak, belgischer Politiker (POB/PSB), Funktionär internationaler Organisationen und Premierminister von Belgien.
Verheiratet war er mit Suzanne Lorge, französisch-belgische Résistance-Kämpferin der Roten Kapelle. Im Januar 1944 wurde sie zum Tode verurteilt und am 12. August 1944 in ihrer Zelle von der Gestapo erschossen, kurz vor der Befreiung von Paris. Im Magritte Museum hängt ein 1936 entstandenes Gemälde von ihr.
1946 heiratete er Ruth (Meredith) Peters, (1903–ca. 1990).

## Werke
- 1939: L'École de la médisance
- 1946: Primavera
- 1950: L'Absent
- 1950: L'heure sonnera
- 1953: La Rose des vents
- 1957: Le Pain blanc
- 1959: Soleil de minuit
- 1962: Trois fois le jour
- 1981: Le chemin des nuages
- Le mot qui n'est pas écrit t'appartient